# У Кримських горах
«У Кримських горах» — картина російського художника Федора Васильєва (1850—1873), написана в 1873 році. Вона є частиною зібрання Державної Третьяковської галереї (інв. 908). Розмір картини — 116 × 90 см.

## Опис
Спочатку Васильєв планував написати картину у горизонтальному форматі, але потім вирішив використовувати полотно, витягнуте по вертикалі, щоб підкреслити спрямованість догори і передати висоту гір у серпанку хмар. Додатковий ефект створюють сосни на схилі гори, а також урвище над дорогою, якою рухається татарський візок, запряжений биками.

## Історія
«У Кримських горах» — одна з останніх завершених картин Федора Васильєва, написана в 1873 році, незадовго до смерті молодого художника (Васильєв помер від туберкульозу у 23 роки). У тому ж 1873 році картина брала участь у конкурсній виставці Товариства заохочення художників і отримала там першу премію серед ландшафтних творів.
Картину у автора купив Сергій Третьяков, а після його смерті в 1892 році разом з усією колекцією вона перейшла до його брата Павла Третьякова, у результаті чого опинилася у зібранні Третьяковської галереї.

## Відгуки
Художник Іван Крамськой так писав Васильєву про картину «У Кримських горах» у своєму листі від 28 березня 1873 року:
|  | Ця картина — ні на що вже не схожа, нікого не наслідує — ні найменшої, навіть віддаленої схожості ні з жодним художником, ні з якою школою, це щось до такої міри самобутнє й ізольоване від будь-яких впливів, те, що стоїть поза усяким теперішнім рухом мистецтва, що я можу сказати лише одне: це ще не добре, навіть місцями погано, але це — геніально. |

І далі, у тому ж листі, описуючи свої враження від цієї картини, Крамськой продовжує:
|  | … Чим далі, тим більше глядач мимоволі не знає, що йому із собою робити. Йому занадто незвично те, що йому показують, він не хоче йти за Вами, він впирається, та якась сила тягне його все далі й далі, і, нарешті, він, ніби зачарований, втрачає волю протистояти і вже зовсім покірно стоїть під соснами, слухає якийсь шум у вишині над головою, потім спускається, як сновида, за гірку, йому здається, — недалеко вже ліс, який ось-ось перед ним; приходить і туди, але як гарно там, на цій горі, пласкій, суворій, мовчазній, такий простір; ці тіні, ледь позначені сонцем крізь хмари, так містично діють на душу, вже він втомився, ноги ледве рухаються, та він усе далі й далі йде і, нарешті, ступає в область хмар, сирих, може бути, холодних; тут він губиться, не бачить дороги, і йому залишається піднятися на небо, та це вже коли-небудь пізніше, і від всього верху картини йому залишається тільки захват. |